# Питер Абел
Питер Абел (рођен 1939) је британски социолог, тренутно професор емеритус на Лондонској школи економије где је основао "Интердисциплинарни Институт Менаџмента". Он је предавао дуги низ година у школи на Одељењу за Менаџмент, менаџерској економији и стратегијским групама.

## Рад
Познат је по свом доприносу математичким друштвеним наукама, и квантитетом и квалитетом. Аутор је неколико књига о методологији и индивидуалном учешћу и сарадњи. 

## Политички активизам
Током 1960 Абел је био умешан у демонстрације организоване од стране Комитета 100 на Трафалгар скверу и залагао се за грађанско непокоравање и нуклеарно разоружање..

## Одабране објаве

### Књиге
- Model Building in Sociology (Basic ideas in the human sciences) (1971)
- Organizations as bargaining and influence systems Edited volume (1975)
- The syntax of social life: The theory and method of comparative narratives Oxford University Press(1987)
- Establishing Support Systems for Industrial Co-Operatives: Case Studies from the Third World (1988)
- Organisation Theory; An interdisciplinary Approach University of London Press (2006)

### Поглавља књига и радови из журнала
- 'Some Aspects of Narrative Method' Journal of Mathematical Sociology 1993 18:1-25.
- 'On the Prospects of a unified Social Science' Socio-economic Review, 2003, 1, 1-27
- 'Narrative explanation: An alternative to variable-centered explanation?', Annual Review of Sociology, 2004, 287-310.
- 'Narratives, Bayesian narratives and narrative actions' Sociologica 2007, 1:3
- 'Are reasons explanations?.' Contemporary Sociology 2007, 36:532-534
- 'A Case for Cases,Comparative Narratives in Sociological Explanation' Sociological Methods and Research 2009, 32:1-33
- 'Singular Mechanisms and Bayesian Narratives' in Demeulenaere, Pierre, ed. Analytical sociology and social mechanisms Cambridge University Press, 2011.

## Спољашње везе
- London School of Economics Staff Profile Peter Abell Архивирано на веб-сајту  (4. март 2016)